# Valmet Nr II

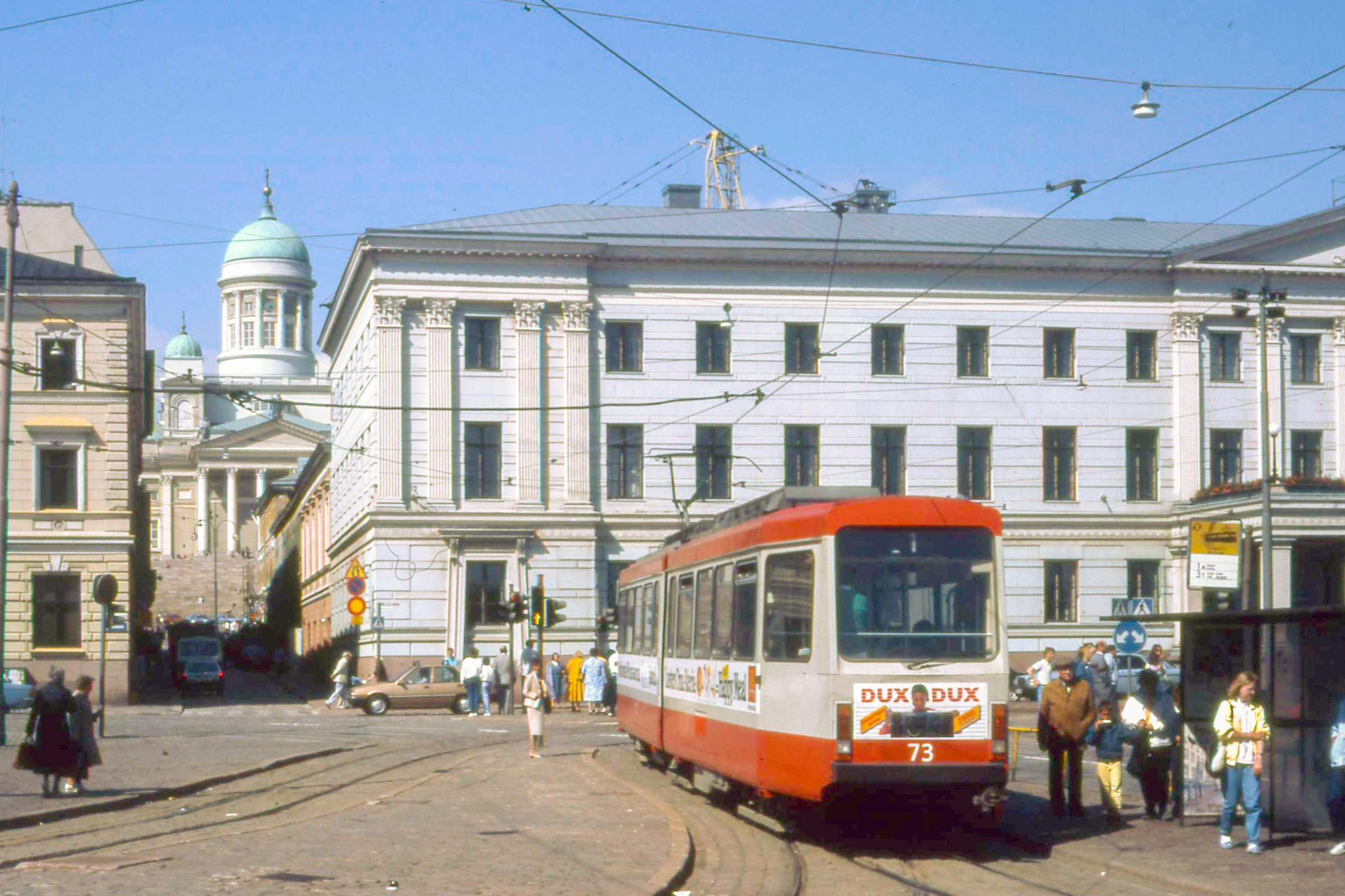
Oryginalne malowanie tramwajów Valmet Nr II (1987)

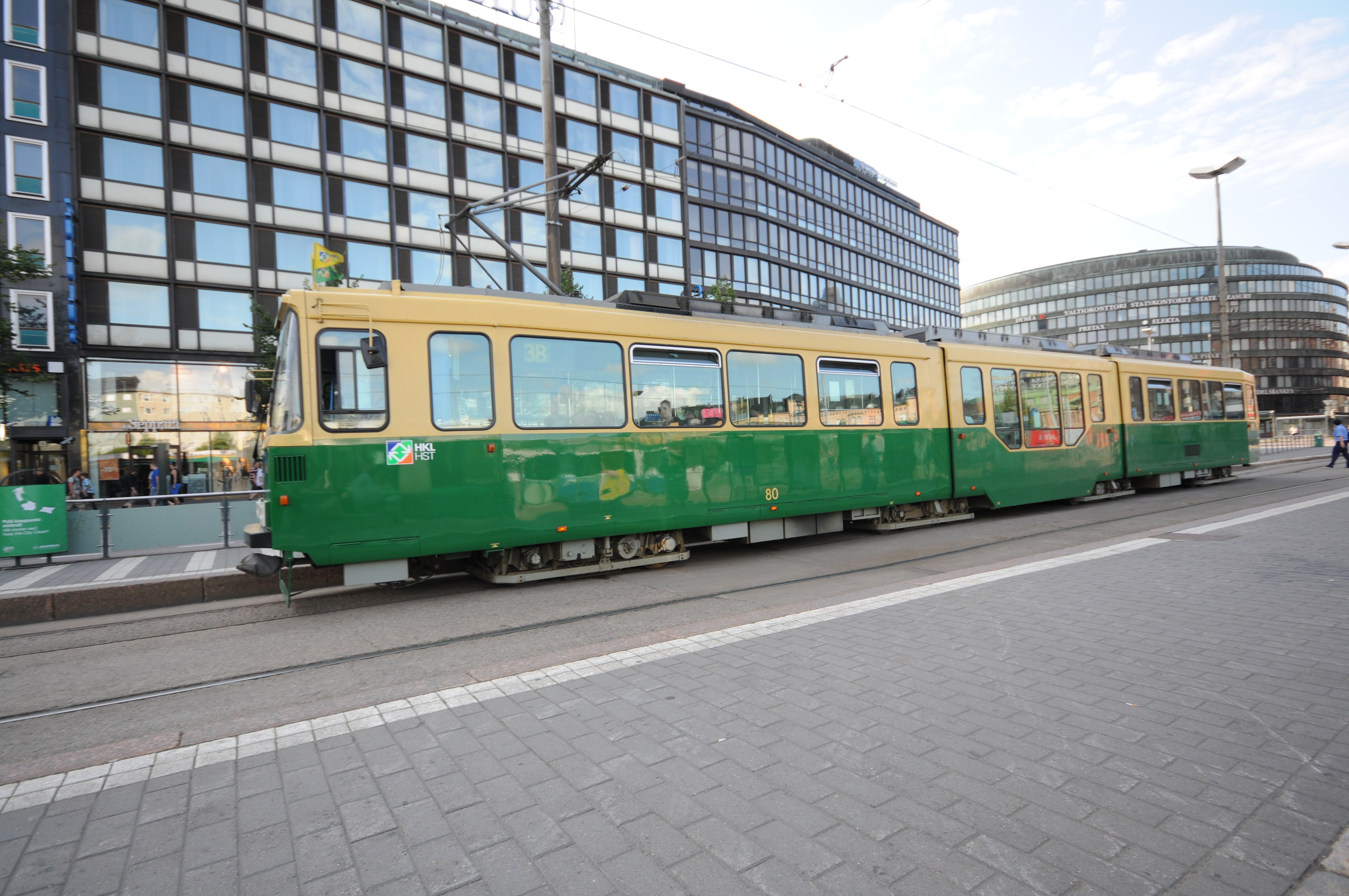
Wagon MLNRV nr 80

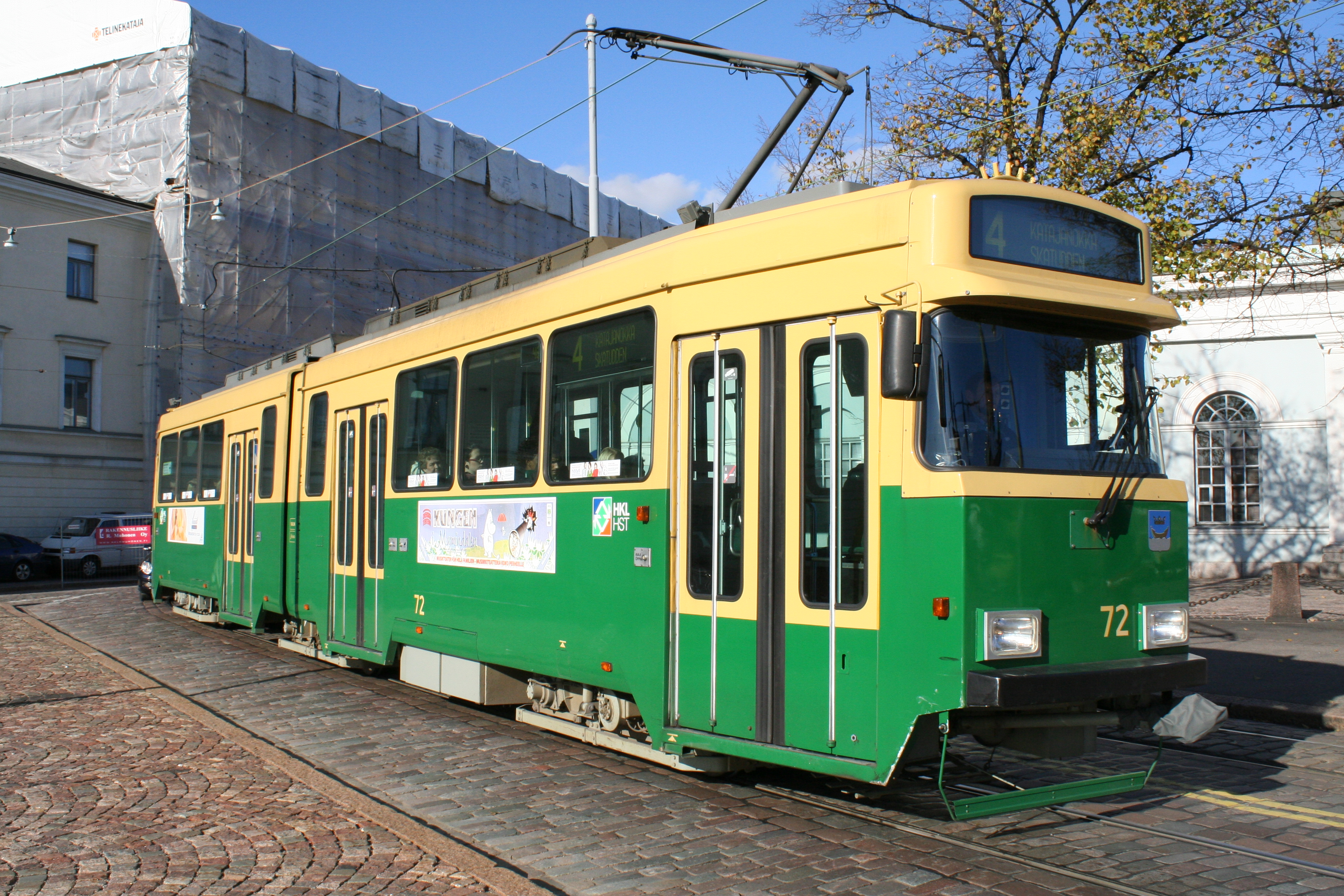
Nr II numer 72

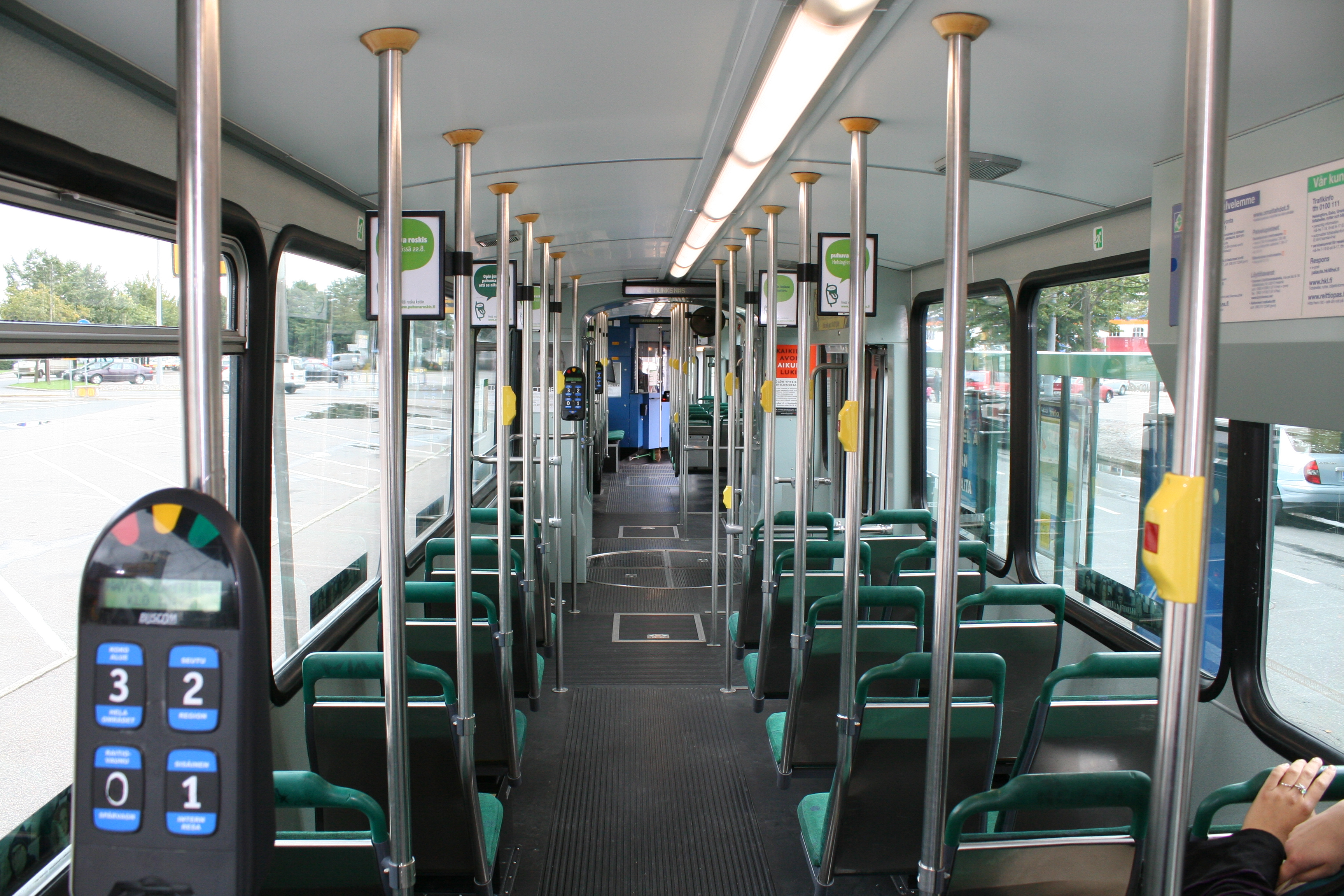
Wnętrze wagonu Nr II

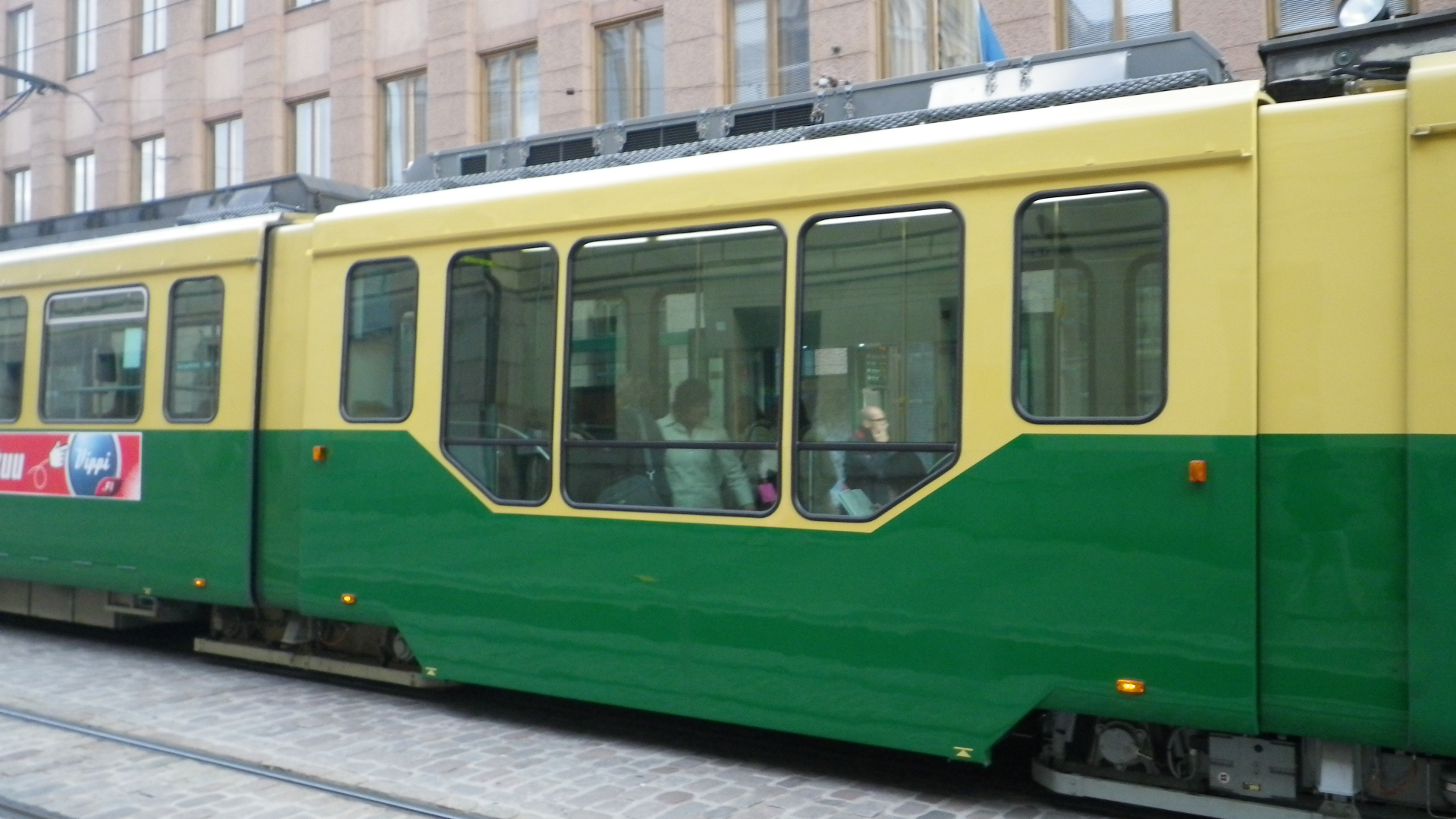
Niskopodłogwy człon w tramwaju MLNRV

Valmet Nr II −dwuczłonowe tramwaje wyprodukowane przez fińską spółkę Valmet.

## Konstrukcja

### Nr II
Wagony Nr II są rozwinięciem konstrukcji tramwajów Valmet Nr I. Tramwaje Valmet Nr II mierzyły 20 m i ważyły 27,2 t. Szerokość tramwaju wynosiła 2,3 m, a wysokość 3,7 m. Tramwaje były dwuczłonowe i w całości wysokopodłogowe. Podłoga znajdowała się na wysokości 910 mm nad główką szyny. Pudło wagonu oparte było na trzech dwuosiowych wózkach. Dwa skrajne wózki posiadały po jednym silniku Strömberg GHCU / H6232 o mocy 130 kW, każdy. Rozstaw osi w wózku wynosił 1800 mm, a rozstaw wózków 6400 mm. We wnętrzu było 40 miejsc siedzących i 100 stojących. Do wnętrze prowadziły 4 pary dwuskrzydłowych drzwi. W latach 1996−2005 tramwaje poddano modernizacji i nadano im nowe oznaczenie Nr II+, a od 2006 do 2011 przeprowadzano modernizację wszystkich wagonów polegającą na wydłużeniu tramwaju o dodatkowy niskopodłogowy człon, tak zmodernizowany tramwaj jest oznaczony jako MLNRV.

### MLNRV
W czasie modernizacji wagonów MR II do serii MLNRV wydłużono wagon do 26,5 m i zwiększono jego masę do 33,5 ton. Wysokość i szerokość nie uległy zmianie. Pudło wagonu oparte jest na czterech dwuosiowych wózkach. Na dwóch wózkach skrajnych są dwa silniki o mocy 156 kW, każdy. Wysokość podłogi w części wysokopodłogowej wynosi 910 mm, a w części niskopodłogowej 390 mm nad główką szyny. We wnętrzu znajduje się 49 miejsc siedzących i 120 stojących przy 4 osobach na m². Do wnętrza tramwaju prowadzi 5 par dwuskrzydłowych drzwi w tym jedne w strefie niskiej podłogi. Dodatkowo od 2009 w wagonach montowana jest klimatyzacja. 

## Eksploatacja
Pierwsze wagony serii Nr II dostarczono do Helsinek w 1983. Dostawy 42 wagonów zakończono cztery lata później w 1987. Pierwszy wagon do eksploatacji wprowadzono w lipcu 1983. Począwszy od 2006 rozpoczęto modernizację wagonów poprzez dodanie niskopodłogowego członu i przez to wycofywanie kolejnych wagonów Nr II z eksploatacji. Ostatni wagon tego typu wycofano z eksploatacji w celu jego modernizacji 21 października 2011. Przy modernizacji pozostawiano oryginalne numery. Modernizację do serii MLNRV przeprowadziły zakłady HKL i VIS. 
Lista wagonów:
| Numer wagonu | Data dostarczenia do Helsinek | Data przeprowadzenia modernizacji | Data przeprowadzenia przebudowy na typ MLNRV |
| ------------ | ----------------------------- | --------------------------------- | -------------------------------------------- |
| 71           | 17.05.1983                    | 04.2000                           | 09.2010                                      |
| 72           | 24.08.1983                    | 05.1998                           | 08.2010                                      |
| 73           | 09.11.1983                    | 03.1998                           | 06.2010                                      |
| 74           | 05.01.1984                    | 05.1999                           | 05.2010                                      |
| 75           | 22.02.1984                    | 01.2005                           | 10.2010                                      |
| 76           | 04.04.1984                    | 01.1997                           | 02.2009                                      |
| 77           | 03.05.1984                    | 10.1998                           | 11.2009                                      |
| 78           | 30.05.1984                    | 06.1996                           | 05.2011                                      |
| 79           | 27.06.1984                    | 06.1999                           | 06.2011                                      |
| 80           | 21.08.1984                    | 10.1999                           | 2006                                         |
| 81           | 19.09.1984                    | 05.1997                           | 04.2011                                      |
| 82           | 17.10.1984                    | 02.1999                           | 11.2010                                      |
| 83           | 13.11.1984                    | 12.1999                           | 03.2011                                      |
| 84           | 12.12.1984                    | 11.1999                           | 12.2009                                      |
| 85           | 16.01.1985                    | 03.2001                           | 12.2008                                      |
| 86           | 13.02.1985                    | 12.1998                           | 03.2009                                      |
| 87           | 20.03.1985                    | 09.2001                           | 10.2011                                      |
| 88           | 24.04.1985                    | 11.2000                           | 03.2011                                      |
| 89           | 22.05.1985                    | 10.2002                           | 03.2011                                      |
| 90           | 18.06.1985                    | 07.2000                           | 12.2010                                      |
| 91           | 15.08.1985                    | 01.2002                           | 09.2009                                      |
| 92           | 11.09.1985                    | 06.2001                           | 09.2011                                      |
| 93           | 16.10.1985                    | 05.2004                           | 03.2010                                      |
| 94           | 13.11.1985                    | 06.2002                           | 06.2010                                      |
| 95           | 11.12.1985                    | 11.2002                           | 10.2011                                      |
| 96           | 29.01.1986                    | 11.2004                           | 05.2010                                      |
| 97           | 19.02.1986                    | 03.2003                           | 02.2011                                      |
| 98           | 19.03.1986                    | 10.2003                           | 10.2009                                      |
| 99           | 23.04.1986                    | 09.2004                           | 07.2009                                      |
| 100          | 23.05.1986                    | 02.2004                           | 07.2011                                      |
| 101          | 25.06.1986                    | 08.2004                           | 05.2009                                      |
| 102          | 27.08.1986                    | 03.2001                           | 06.2009                                      |
| 103          | 20.09.1986                    | 10.2004                           | 01.2011                                      |
| 104          | 29.10.1986                    | 05.1999                           | 11.2010                                      |
| 105          | 1986                          | 11.2004                           | 03.2010                                      |
| 106          | 07.01.1987                    | 09.1996                           | 02.2011                                      |
| 107          | 03.02.1987                    | 01.2005                           | 11.2009                                      |
| 108          | 25.02.1987                    | 10.1996                           | 01.2010                                      |
| 109          | 25.03.1987                    | 09.1998                           | 05.2010                                      |
| 110          | 24.04.1987                    | 04.1997                           | 10.2009                                      |
| 111          | 27.05.1987                    | 07.1997                           | 11.2009                                      |
| 112          | 02.07.1987                    | 12.1999                           | 10.2009                                      |